# アニマル・ロジック
アニマル・ロジック（Animal Logic）は、オーストラリアのVFX制作会社。シドニーに本社を構えており、アメリカ・ロサンゼルスやカナダ・バンクーバーに支社を設立している。創業以来、映画のVFX制作に従事している他、CGを用いたアニメーション制作や、近年では自社部門による映画製作を行っている。
また、オーストラリアの映画製作支援団体Ausfilmの一員でもある。

## 概要
アニマル・ロジックは1991年にザレー・ナルバンディアン(Zareh Nalbandian)とクリス・ゴドフリー(Chris Godfrey)の2人によって設立され、従業員数わずか10名という小さな規模で事業を始めた。当初はテレビ番組やCMにVFXを提供していたが、1995年に公開された『ベイブ』より映画のVFX制作に参入し、以降数々のハリウッド映画のVFXにかかわるようになる。2006年には同社初のフルCGによるアニメーション作品『ハッピー フィート』がアメリカで公開され、アカデミー長編アニメ映画賞を受賞した。この作品は会社を大きく成長させたと見られ、300人を超すアーティストと技術者をオーストラリアと世界中から雇用している。同映画の成功を受け、2007年に配給元であるワーナー・ブラザース映画と長編アニメ映画の製作に関する業務提携を結んでいる。
2008年にはアメリカ・ロサンゼルスにゲーム開発スタジオ、アニマル・ロジック・インタラクティヴ(Animal Logic Interactive)を設立。同スタジオは後にロサンゼルス支社となる。2012年には、自社と同じくシドニーに本社を置いていたVFX制作会社フューエルVFX(Fuel VFX、以下フューエル社)を買収し、子会社化。2014年には自社をVFX部門(アニマル・ロジックVFX)とアニメーション部門(アニマル・ロジック・アニメーション)の2つに分け、フューエル社はVFX部門に吸収される形で統合された。そのうえで新たに映画製作部門アニマル・ロジック・エンターテインメント(Animal Logic Entertainment、以下ALE)が設立され、計3部門での経営体制が確立された。
2015年にはカナダのバンクーバーに支社を設立したことにより、アニマル・ロジックはシドニー本社で500名、バンクーバー支社で100名、ロサンゼルス支社で70名、合わせて600名以上の従業員を雇用する大手企業へと成長を遂げた。2017年にはワーナー・ブラザースに続き、映画製作会社イマジン・エンターテインメントと5年間における長編アニメ映画の製作に関する業務提携を結んでいる。2018年には新たに映画製作会社トルーアント・ピクチャーズ(Truant Pictures)を設立した。また、同年に公開された『ピーターラビット』は、同社がALE名義で製作に携わった初の映画作品である。
2022年7月、大手定額制動画配信会社であるNetflixは同社のホームページ上において、アニマル・ロジックを買収する方針で検討していることを明らかにした。

## 参加作品

### 1995年～1999年
| 公開年 | 日本語題/原題                           | 備考                      |
| ------ | --------------------------------------- | ------------------------- |
| 1994年 | 若草物語 Little Women                   | タイトルデザイン          |
| 1995年 | ベイブ Babe                             |                           |
| 1997年 | ブラックロック Blackrock                | VFXおよびタイトルデザイン |
| 1997年 | フェイス/オフ Face/Off                  | VFXおよびタイトルデザイン |
| 1997年 | マウス・ハント Mousehunt                |                           |
| 1997年 | ヘヴンズ・バーニング Heaven's Burning   | デジタルオプティカル      |
| 1998年 | ベイブ/都会へ行く Babe: Pig in the City | VFXおよびタイトルデザイン |
| 1998年 | シン・レッド・ライン The Thin Red Line  |                           |
| 1999年 | マトリックス The Matrix                 |                           |
| 1999年 | ホーリー・スモーク Holy Smoke           |                           |

### 2000年代
| 公開年 | 日本語題/原題                                                              | 備考                      |
| ------ | -------------------------------------------------------------------------- | ------------------------- |
| 2000年 | チョッパー・リード 史上最凶の殺人鬼 Chopper                                |                           |
| 2001年 | ムーラン・ルージュ Moulin Rouge!                                           |                           |
| 2001年 | PLANET OF THE APES/猿の惑星 Planet of the Apes                             |                           |
| 2001年 | ロード・オブ・ザ・リング The Lord of the Rings: The Fellowship of the Ring |                           |
| 2001年 | シャーロット・グレイ Charlotte Gray                                        |                           |
| 2002年 | 裸足の1500マイル Rabbit-Proof Fence                                        |                           |
| 2002年 | 愛の落日 The Quiet American                                                |                           |
| 2002年 | ガレージ・デイズ Garage Days                                               |                           |
| 2002年 | HERO 英雄                                                                  |                           |
| 2003年 | 黒の怨 Darkness Falls                                                      |                           |
| 2003年 | マトリックス リローデッド The Matrix Reloaded                              |                           |
| 2003年 | イン・ザ・カット In the Cut                                                |                           |
| 2004年 | LOVERS 十面埋伏                                                            |                           |
| 2004年 | アナコンダ2 Anacondas: The Hunt for the Blood Orchid                       | タイトルデザイン          |
| 2005年 | リトル・フィッシュ Little Fish                                             |                           |
| 2005年 | ステルス Stealth                                                           |                           |
| 2005年 | グレート・レイド 史上最大の作戦 The Great Raid                             |                           |
| 2005年 | 地獄の変異 The Cave                                                        | アニマティック制作        |
| 2005年 | ハリー・ポッターと炎のゴブレット Harry Potter and the Goblet of Fire       |                           |
| 2006年 | ワールド・トレード・センター World Trade Center                            |                           |
| 2006年 | 愛しのアクアマリン Aquamarine                                              | VFXおよびタイトルデザイン |
| 2006年 | 300 〈スリーハンドレッド〉 300                                             |                           |
| 2006年 | シャーロットのおくりもの Charlotte's Web                                   | フィルムスキャン          |
| 2007年 | 28週後... 28 Weeks Later                                                   |                           |
| 2008年 | フールズ・ゴールド/カリブ海に沈んだ恋の宝石 Fool's Gold                    |                           |
| 2008年 | オーストラリア Australia                                                   |                           |
| 2009年 | ノウイング Knowing                                                         |                           |

### 2011年～現在
| 公開年 | 日本語題/原題 | 備考                   |
| ------ | --- | ---------------------- |
| 2011年 | エンジェル ウォーズ Sucker Punch                                                                                         |                        |
| 2013年 | 華麗なるギャツビー The Great Gatsby                                                                                      |                        |
| 2013年 | ウォーキングwithダイナソー Walking with Dinosaurs                                                                        |                        |
| 2014年 | X-MEN:フューチャー&パスト X-Men: Days of Future Past                                                                     |                        |
| 2014年 | アレクサンダーの、ヒドクて、ヒサンで、サイテー、サイアクな日 Alexander and the Terrible, Horrible, No Good, Very Bad Day |                        |
| 2014年 | 不屈の男 アンブロークン Unbroken                                                                                         |                        |
| 2015年 | ダイバージェントNEO The Divergent Series: Insurgent                                                                      |                        |
| 2015年 | アベンジャーズ/エイジ・オブ・ウルトロン Avengers: Age of Ultron                                                          |                        |
| 2016年 | ダイバージェントFINAL The Divergent Series: Allegiant                                                                    |                        |
| 2016年 | シビル・ウォー/キャプテン・アメリカ Captain America: Civil War                                                           |                        |
| 2016年 | グレートウォール The Great Wall                                                                                          |                        |
| 2017年 | ガーディアンズ・オブ・ギャラクシー: リミックス Guardians of the Galaxy Vol. 2                                            |                        |
| 2017年 | エイリアン: コヴェナント Alien: Covenant                                                                                 |                        |
| 2018年 | ピーターラビット Peter Rabbit                                                                                            | VFXおよび製作(ALE名義) |
| 2019年 | キャプテン・マーベル Captain Marvel                                                                                      |                        |
| 2021年 | ピーターラビット2/バーナバスの誘惑 Peter Rabbit 2: The Runaway                                                           | VFXおよび製作(ALE名義) |

## アニメーション制作担当作品
以下の作品はすべて、ワーナー・ブラザース映画およびワーナー・アニメーション・グループとの作品。

### 長編
- ハッピー フィート Happy Feet (2006)
- ガフールの伝説 Legend of the Guardians: The Owls of Ga'Hoole (2010)
- LEGO® ムービー The Lego Movie (2014)
- レゴバットマン ザ・ムービー The Lego Batman Movie (2017)
- レゴニンジャゴー ザ・ムービー The Lego Ninjago Movie (2017)
- レゴ® ムービー 2 The Lego Movie 2: The Second Part (2019)
- DC がんばれ!スーパーペット DC League of Super-Pets (2022)

### 短編
- The Polar Bears (英語版) (2012)※コカ・コーラのプロモーション用ムービーとして製作されている[34]。

## 受賞歴
※主要な賞のみを記述。
| 年     | 作品               | 賞                                                      | 結果 | 参照   |
| ------ | ------------------ | ------------------------------------------------------- | ---- | ------ |
| 2003年 | ムーラン・ルージュ | サテライト賞 視覚効果賞                                 | 受賞 | [ 35 ] |
| 2005年 | LOVERS             | サテライト賞 視覚効果賞                                 | 受賞 | [ 36 ] |
| 2007年 | ハッピー フィート  | アカデミー長編アニメ映画賞                              | 受賞 | [ 37 ] |
| 2007年 | ハッピー フィート  | ニューヨーク映画批評家協会賞 アニメ映画賞               | 受賞 | [ 37 ] |
| 2007年 | ハッピー フィート  | ロサンゼルス映画批評家協会賞 アニメ映画賞               | 受賞 | [ 37 ] |
| 2008年 | オーストラリア     | サテライト賞 視覚効果賞                                 | 受賞 | [ 38 ] |
| 2014年 | LEGO® ムービー     | 英国アカデミー賞 アニメ映画賞                           | 受賞 | [ 39 ] |
| 2014年 | LEGO® ムービー     | ニューヨーク映画批評家協会賞 アニメ映画賞               | 受賞 | [ 40 ] |
| 2014年 | LEGO® ムービー     | クリティクス・チョイス・ムービー・アワード アニメ映画賞 | 受賞 | [ 41 ] |